# 보편 포락 대수
리 대수 이론에서, 보편 포락 대수(普遍包絡代數, 영어: universal enveloping algebra)는 주어진 리 대수의 리 괄호를, 결합법칙을 만족시키는 곱셈에 대한 교환자로 나타내는 대수이다.

## 정의
보편 포락 대수의 개념은 두 가지로 정의될 수 있다.
- 구체적으로, 텐서 대수의 특정한 양쪽 아이디얼에 대한 몫으로 정의될 수 있다.
- 추상적으로, 결합 대수를 리 대수로 여기는 망각 함자의 왼쪽 수반 함자로 정의될 수 있다.

이 두 정의는 서로 동치이다.

### 구체적 정의
가환환 {\displaystyle K}에 대한 리 대수 {\displaystyle {\mathfrak {g}}}가 주어졌다고 하자. 그렇다면, 그 텐서 대수
{\displaystyle \operatorname {T} ({\mathfrak {g}})=\bigoplus _{n=0}^{\infty }{\mathfrak {g}}^{\otimes _{K}n}=K\oplus {\mathfrak {g}}\oplus {\mathfrak {g}}\otimes _{K}{\mathfrak {g}}\oplus \dotsb }
에 다음과 같은 원소들로 생성되는 양쪽 아이디얼 {\displaystyle {\mathfrak {I}}}를 생각하자.
{\displaystyle a\otimes b-b\otimes a-[a,b]\qquad \forall a,b\in {\mathfrak {g}}\subset T({\mathfrak {g}})}
이 양쪽 아이디얼에 대한 몫대수
{\displaystyle \operatorname {U} ({\mathfrak {g}})={\frac {\operatorname {T} ({\mathfrak {g}})}{\mathfrak {I}}}}
를 {\displaystyle {\mathfrak {g}}}의 보편 포락 대수 {\displaystyle \operatorname {U} ({\mathfrak {g}})}라고 한다. 이는 {\displaystyle K}-결합 대수를 이룬다.
{\displaystyle {\mathfrak {g}}\subset \operatorname {T} ({\mathfrak {g}})}이므로, 자연스러운 {\displaystyle K}-선형 변환
{\displaystyle {\mathfrak {g}}\to U({\mathfrak {g}})}
이 존재한다.
보편 포락 대수 {\displaystyle \operatorname {U} ({\mathfrak {g}})}는 텐서 대수 {\displaystyle T({\mathfrak {g}})}로부터 자연스럽게 호프 대수의 구조를 물려받는다. 즉, 모든 {\displaystyle a,b\in {\mathfrak {g}}}에 대하여, 호프 대수의 연산은 다음과 같다.
- 곱셈: {\displaystyle ab}
- 단위원: {\displaystyle 1}
- 쌍대곱: {\displaystyle \Delta (a)=a\otimes 1+1\otimes a}
- 쌍대단위원: {\displaystyle \epsilon (a)=0}
- 앤티포드: {\displaystyle S(a)=-a}

### 범주론적 정의
가환환 {\displaystyle K}가 주어졌을 때, {\displaystyle K}-리 대수의 범주 {\displaystyle \operatorname {LieAlg} _{K}}와 {\displaystyle K}-결합 대수의 범주 {\displaystyle \operatorname {Assoc} _{K}}를 생각하자. 이 두 범주는 둘 다 대수 구조 다양체의 범주이다. 따라서, 망각 함자
{\displaystyle \operatorname {Forget} \colon \operatorname {Assoc} _{K}\to \operatorname {LieAlg} _{K}}
{\displaystyle (A,\cdot )\mapsto (A,[-,-]\colon (a,b)\mapsto a\cdot b-b\cdot a)}
는 왼쪽 수반 함자
{\displaystyle \operatorname {U} \dashv \operatorname {Forget} }
{\displaystyle \operatorname {U} \colon \operatorname {LieAlg} _{K}\to \operatorname {Assoc} _{K}}
를 갖는다. 리 대수의, 이 함자에 대한 상을 그 보편 포락 대수라고 한다.

### 보편 포락 대수의 쌍대 대수
보편 포락 대수는 쌍대 가환 호프 대수이므로, 그 쌍대 공간은 가환환을 이룬다. 이는 직접적으로 정의할 수 있다. {\displaystyle {\mathfrak {g}}}가 체 {\displaystyle K} 위의 유한 차원 리 대수라고 하자. 그렇다면, 보편 포락 대수를 정의하는 {\displaystyle K}-벡터 공간의 짧은 완전열
{\displaystyle 0{\mathfrak {I}}\to \operatorname {T} ({\mathfrak {g}})\to \operatorname {U} ({\mathfrak {g}})\to 0}
은 다음과 같이 쌍대화된다. (이 경우 ‘쌍대 공간’은 등급별 쌍대 공간들로 구성된 등급 벡터 공간이다.)
{\displaystyle 0\operatorname {U} ({\mathfrak {g}})^{*}\to \operatorname {T} ({\mathfrak {g}})^{*}\to {\mathfrak {I}}^{*}\to 0}
여기서
{\displaystyle \operatorname {T} ({\mathfrak {g}})^{*}=\operatorname {T} ({\mathfrak {g}}^{*})}
이며, 보편 포락 대수의 쌍대는 이러한 텐서 대수의 부분 대수이다. 구체적으로, 보편 포락 대수의 쌍대의 원소
{\displaystyle p=\sum _{i=0}p_{i}\in \operatorname {U} ({\mathfrak {g}})^{*}}
는 다음과 같은 데이터로 구성된다.
- 각 자연수 {\displaystyle i\in \mathbb {N} }에 대하여, 선형 변환 {\displaystyle p_{i}\colon {\mathfrak {g}}^{\otimes i}\to K}

이는 다음 조건을 만족시켜야 한다.
{\displaystyle \sup\{i\in \mathbb {N} \colon p_{i}\neq 0\}<\infty }
{\displaystyle p_{2+m+n}(x_{1},\dotsc ,x_{m},y,z,w_{1},\dotsc ,w_{n})-p_{2+m+n}(x_{1},\dotsc ,x_{m},z,y,w_{1},\dotsc ,w_{n})=p_{1+m+n}(x_{1},\dotsc ,x_{m},[y,z],w_{1},\dotsc ,w_{n})\qquad \forall m,n\in \mathbb {N} ,\;x_{1},\dotsc ,x_{m},y,z,w_{1},\dotsc ,w_{n}\in {\mathfrak {g}}}
예를 들어
{\displaystyle p_{2}(x,y)-p_{2}(y,x)=p_{1}([x,y])}
{\displaystyle p_{3}(x,y,z)-p_{3}(x,z,y)=p_{2}(x,[y,z])}
{\displaystyle p_{3}(x,y,z)-p_{3}(y,x,z)=p_{2}([x,y],z)}
이다. ({\displaystyle p_{0}\in K}는 항등식에 등장하지 않는다.)
이 위의 가환환 구조는 다음과 같다.
{\displaystyle (pq)_{0}()=p_{0}()q_{0}()}
{\displaystyle (pq)_{1}(x)=p_{0}()q_{1}(x)+p_{1}(x)q_{0}()}
{\displaystyle (pq)_{2}(x,y)=p_{0}()q_{2}(x,y)+p_{1}(x)q_{2}(y)+p_{1}(y)q_{1}(x)+p_{2}(x,y)q_{0}()}
{\displaystyle (pq)_{3}(x,y,z)=p_{0}()q_{3}(x,y,z)+p_{1}(x)q_{2}(y,z)+p_{1}(y)q_{2}(x,z)+p_{1}(z)q_{2}(x,y)+p_{2}(x,y)q_{1}(z)+p_{2}(x,z)q_{2}(y)+p_{2}(y,z)q_{2}(x)+p_{3}(x,y,z)q_{0}()}
{\displaystyle \vdots }
일반적으로 {\displaystyle (pq)_{i}}의 표현은 {\displaystyle 2^{i}}개의 항을 갖는다. 그 항등원은
{\displaystyle e_{0}()=1}
{\displaystyle e_{i}=0\qquad \forall i>0}
이다.

## 성질

### 환론적 성질
임의의 가환환 {\displaystyle K} 위의 아벨 리 대수의 보편 포락 대수는 가환환이다.
임의의 체 {\displaystyle K} 위의 리 대수의 보편 포락 대수는 영역이며, 만약 추가로 비아벨 리 대수라면 {\displaystyle \operatorname {U} ({\mathfrak {g}})}는 비가환환이다 (즉, 정역이 아니다).

### 연산과의 호환
체 {\displaystyle K} 위의 두 리 대수 {\displaystyle {\mathfrak {g}}}, {\displaystyle {\mathfrak {h}}}의 직합 {\displaystyle {\mathfrak {g}}\oplus {\mathfrak {h}}}의 보편 포락 대수는 각 성분의 보편 포락 대수들의 (결합 대수로서의) 텐서곱이다.:63, Corollary 1.2.4
{\displaystyle \operatorname {U} ({\mathfrak {g}}\oplus {\mathfrak {h}})=\operatorname {U} ({\mathfrak {g}})\otimes _{K}\operatorname {U} ({\mathfrak {h}})}

### 푸앵카레-버코프-비트 정리
푸앵카레-버코프-비트 정리(-定理, 영어: Poincaré–Birkhoff–Witt theorem)에 따라, 리 대수에서 그 보편 포락 대수로 가는 선형 변환은 단사 함수이다.
{\displaystyle \iota _{\mathfrak {g}}\colon {\mathfrak {g}}\hookrightarrow U({\mathfrak {g}})}
또한, {\displaystyle U({\mathfrak {g}})}는 항상 {\displaystyle {\mathfrak {g}}}로부터 생성된다.
구체적으로, 임의의 가환환 {\displaystyle K} 위의 리 대수 {\displaystyle {\mathfrak {g}}}가 주어졌다고 하고, {\displaystyle {\mathfrak {g}}}가 {\displaystyle K}-자유 가군이라고 하자. {\displaystyle {\mathfrak {g}}}의 (하멜) 기저 {\displaystyle B\subseteq {\mathfrak {g}}}를 고르자. 또한, {\displaystyle B} 위에 임의의 전순서를 부여하자.
그렇다면, {\displaystyle U({\mathfrak {g}})} 역시 {\displaystyle K}-자유 가군이며, 집합
{\displaystyle \left\{\iota _{\mathfrak {g}}(b_{1})\iota _{\mathfrak {g}}(b_{2})\dotsm \iota _{\mathfrak {g}}(b_{n})\colon n\in \mathbb {N} ,\;b_{1},b_{2},\dotsc ,b_{n}\in B\right\}}
은 {\displaystyle U({\mathfrak {g}})}의 (하멜) 기저를 이룬다. 여기서 {\displaystyle \mathbb {N} =\{0,1,2,\dotsc \}}은 자연수의 집합이며, 특히 {\displaystyle n=0}일 경우 0개 항의 곱은 1이다.

### 하리시찬드라 동형 정리
복소수체 위의 가약 리 대수(영어: reductive Lie algebra) {\displaystyle {\mathfrak {g}}}의 보편 포락 대수 {\displaystyle \operatorname {U} ({\mathfrak {g}})}의 중심 {\displaystyle \operatorname {Z} (\operatorname {U} ({\mathfrak {g}}))}을 생각하자. 이 경우, 바일 군 {\displaystyle \operatorname {Weyl} ({\mathfrak {g}})}을 정의할 수 있다. 또한, {\displaystyle {\mathfrak {g}}}의 카르탕 부분 대수 {\displaystyle {\mathfrak {h}}}를 고른다면, {\displaystyle \operatorname {Weyl} ({\mathfrak {g}})}는 {\displaystyle {\mathfrak {h}}} 위에 자연스럽게 작용하며, 나아가 {\displaystyle {\mathfrak {h}}} 위의 다항식환 (대칭 대수) {\displaystyle \operatorname {Sym} {\mathfrak {h}}} 위에도 자연스럽게 작용한다.
하리시찬드라 동형 정리(हरीश चन्द्र同型定理, 영어: Harish-Chandra isomorphism theorem)에 따르면, 다음과 같은 표준적인 결합 대수 동형이 존재한다.
{\displaystyle \operatorname {Z} (\operatorname {U} {\mathfrak {g}}))=(\operatorname {Sym} {\mathfrak {h}})^{\operatorname {Weyl} ({\mathfrak {g}})}}
여기서 {\displaystyle (\operatorname {Sym} {\mathfrak {h}})^{\operatorname {Weyl} ({\mathfrak {g}})}}는 바일 군의 작용에 불변인 원소들로 구성된 불변 부분 대수를 뜻한다.

### 카시미르 불변량
{\displaystyle n}차원 복소수 단순 리 대수 {\displaystyle {\mathfrak {g}}}가 주어졌다고 하자. 그렇다면, 킬링 형식
{\displaystyle B\in \operatorname {Sym} ^{2}{\mathfrak {g}}^{*}}
이 존재한다. 그렇다면, 임의의 {\displaystyle B}-정규 직교 기저
{\displaystyle {\mathfrak {g}}=\operatorname {Span} \{X^{1},\dots ,X^{n}\}}
{\displaystyle B(X^{i},X^{j})=\delta ^{ij}}
가 주어졌을 때, {\displaystyle {\mathfrak {g}}}의 카시미르 불변량(Casimir不變量, 영어: Casimir invariant)은 다음과 같은 보편 포락 대수 {\displaystyle \operatorname {U} ({\mathfrak {g}})}의 원소이다.
{\displaystyle C=\sum _{i=1}^{n}B(X^{i},X^{j})\in U({\mathfrak {g}})}
보다 일반적으로, 체 {\displaystyle K} 위의 유한 차원 리 대수 {\displaystyle {\mathfrak {g}}} 위의 대칭 쌍선형 형식
{\displaystyle B\in \operatorname {Sym} ^{2}{\mathfrak {g}}^{*}}
가 딸림표현 아래 불변이라고 하자. 즉, 다음 항등식이 성립한다고 하자.
{\displaystyle B([X,Y],Z)+B(Y,[X,Z])=0\qquad \forall X,Y,Z\in {\mathfrak {g}}}
그렇다면, 마찬가지로 카시미르 불변량 {\displaystyle C(B)\in U({\mathfrak {g}})}를 정의할 수 있다.
카시미르 불변량은 항상 보편 포락 대수의 중심에 속한다. {\displaystyle K=\mathbb {R} }일 경우, 단일 연결 리 군 {\displaystyle G}의 리 대수 {\displaystyle \operatorname {Lie} (G)} 위의 불변 대칭 쌍선형 형식 {\displaystyle B}는 {\displaystyle G} 위의 리만 계량을 정의하며, 이에 대한 카시미르 불변량은 {\displaystyle G} 위의 라플라스-벨트라미 연산자 {\displaystyle \Delta _{B}}와 같다.

## 역사
1880년대에 알프레도 카펠리(이탈리아어: Alfredo Capelli)가 리 대수 {\displaystyle {\mathfrak {gl}}(n;K)}에 대한 푸앵카레-버코프-비트 정리를 증명하였다. 그러나 그의 업적은 오랫동안 알려지지 않았다. 1900년에 앙리 푸앵카레가 푸앵카레-버코프-비트 정리를 임의의 리 대수에 대하여 증명하였다. 그러나 푸앵카레의 논문 역시 한동안 잘 알려지지 못했다.
이후 1937년에 개릿 버코프와 에른스트 비트가 독자적으로 푸앵카레-버코프-비트 정리를 재발견하였다. (버코프와 비트 둘 다 카펠리 및 푸앵카레의 업적을 인용하지 않았다.) 이후 이 정리는 “버코프-비트 정리”로 불리다가, 1960년에 니콜라 부르바키가 이를 “푸앵카레-버코프-비트 정리”(프랑스어: théorème de Poincaré–Birkhoff–Witt)로 일컫기 시작하였다.
하리시찬드라 동형 정리는 하리시찬드라가 증명하였다.